# José Piñera Carvallo
Manuel José Piñera Carvallo (París, 10 de agosto de 1917-Santiago, 3 de junio de 1991) fue un ingeniero, diplomático y político democratacristiano chileno, padre del político Sebastián Piñera Echenique, quien ejerció dos veces como presidente de la República.

## Primeros años de vida
Era hijo del abogado José Manuel Piñera Figueroa y de Elena Carvallo Castillo. Su bisabuelo, José de Piñera y Lombera, nacido en Lima, Perú, habría llegado a La Serena en 1827, siendo el primer Piñera en llegar a Chile.
José Piñera Carvallo vivió en París, Francia, donde recibió una educación laica en conjunto con sus hermanos Bernardino (médico y obispo), Paulette y Marie Louise.
A los 17 años regresó a Chile, estudiando en los Padres Franceses de la capital y, posteriormente, en la Escuela de Ingeniería de la Pontificia Universidad Católica de Chile.

## Vida pública
En esa casa de estudios se vinculó a la Falange Nacional, que después se convirtió en el Partido Demócrata Cristiano (PDC), del cual fue miembro fundador.
Fue fundador y primer presidente de la Federación de Estudiantes de la Universidad Católica (Feuc).
En 1954 ingresó a la estatal Corporación de Fomento de la Producción (Corfo), donde prácticamente trabajó toda su vida. 
Durante todo el gobierno del presidente Eduardo Frei Montalva, fue nombrado embajador, primero en Bélgica y concurrencia de Luxemburgo, luego en Estados Unidos, ante la ONU. Como representante en Bruselas participó en el manejo de la deuda externa chilena, trabajando estrechamente con otro DC, Gabriel Valdés.
El documento llamado la carta de los 13, documento firmado por 13 miembros de la Democracia Cristiana donde rechazaban públicamente el Golpe de Estado de 1973 habría sido firmado originalmente un 13 de septiembre de 1973, incluyendo la firma de José Piñera, sin embargo al mediodía de la misma fecha pidió retirar su signatura del documento, lo cual quedó solucionado mediante un trozo de papel que cubre la firma de Piñera en el extremo inferior derecho de la declaración.

## Vida familiar
Contrajo matrimonio con Magdalena Echenique Rozas, hija de José Miguel Echenique Correa y de Josefa Rozas Ariztía, descendiente directa del prócer de la independencia Juan Martínez de Rozas. También es nieta de la aristócrata Luisa Pinto Garmendia, hija del presidente Francisco Antonio Pinto, hermana del presidente Aníbal Pinto y cuñada del presidente Manuel Bulnes.
Con Magdalena tuvo seis hijos: Guadalupe, José, Sebastián, Pablo, Miguel y Magdalena.
Separado de su mujer en 1975, murió en 1991 víctima de un enfisema pulmonar.
Sus restos reposan en el Cementerio Parque del Recuerdo de Huechuraba, en Santiago de Chile, juntos con los de su hermana Marie Louise y los de sus hijos Sebastián (fallecido en 2024) y Miguel (fallecido en 2025)

## Reconocimientos
- En 1967 fue nombrado caballero gran cruz de la Orden de Isabel la Católica.[1]